# Pekka Ilveskoski
Pekka Juhani Ilveskoski (né  le 31 mai 1931 – mort le 6 septembre 1987) est un architecte finlandais.

## Ouvrages
- Bâtiment de la police de Tampere (fi), Tampere (1963)[2]
- Petites maisons de Likolahti, Likolammenkatu 4, Tampere (1965)
- École de Tesomajärvi (fi) (1967)[3]
- Collège de l'école de Pirkkala (1968)
- Salle paroissiale de Nekala, Tampere (1968)
- Maison de Pertti Palmroth, Pirkkala (1968)[4]
- Aquarium  de Särkänniemi (fi), Särkänniemi, Tampere (1969)
- Planétarium de Särkänniemi (fi), Särkänniemi, Tampere (1969)
- Näsinneula, Tampere (1971)
- Bâtiment principal de l'École de Tesoma (fi) (1972)
- Lycée de Pirkkala (1973)
- Palais de justice de Hatanpää, Tampere (1977)
- Musée d'art Sara Hildén, Tampere (1979)
- Bâtiment principal du centre du camping Eskola de la paroisse de Mänttä, Kuorevesi (1979)
- Centre paroissial d'Eura, Eura (1982)
- Bâtiment d'aile de l'école de Tesoma (1983)
- Delphinarium de Särkänniemi (fi), Tampere (1985)
- École professionnelle Tredu d'Hervanta (fi), Tampere (1986)[5]
- Maison de fraternité des anciens combattants, Tampere (1988)

## Prix et reconnaissance
- Prix de la structure en béton de l'année, 1970

## Galerie

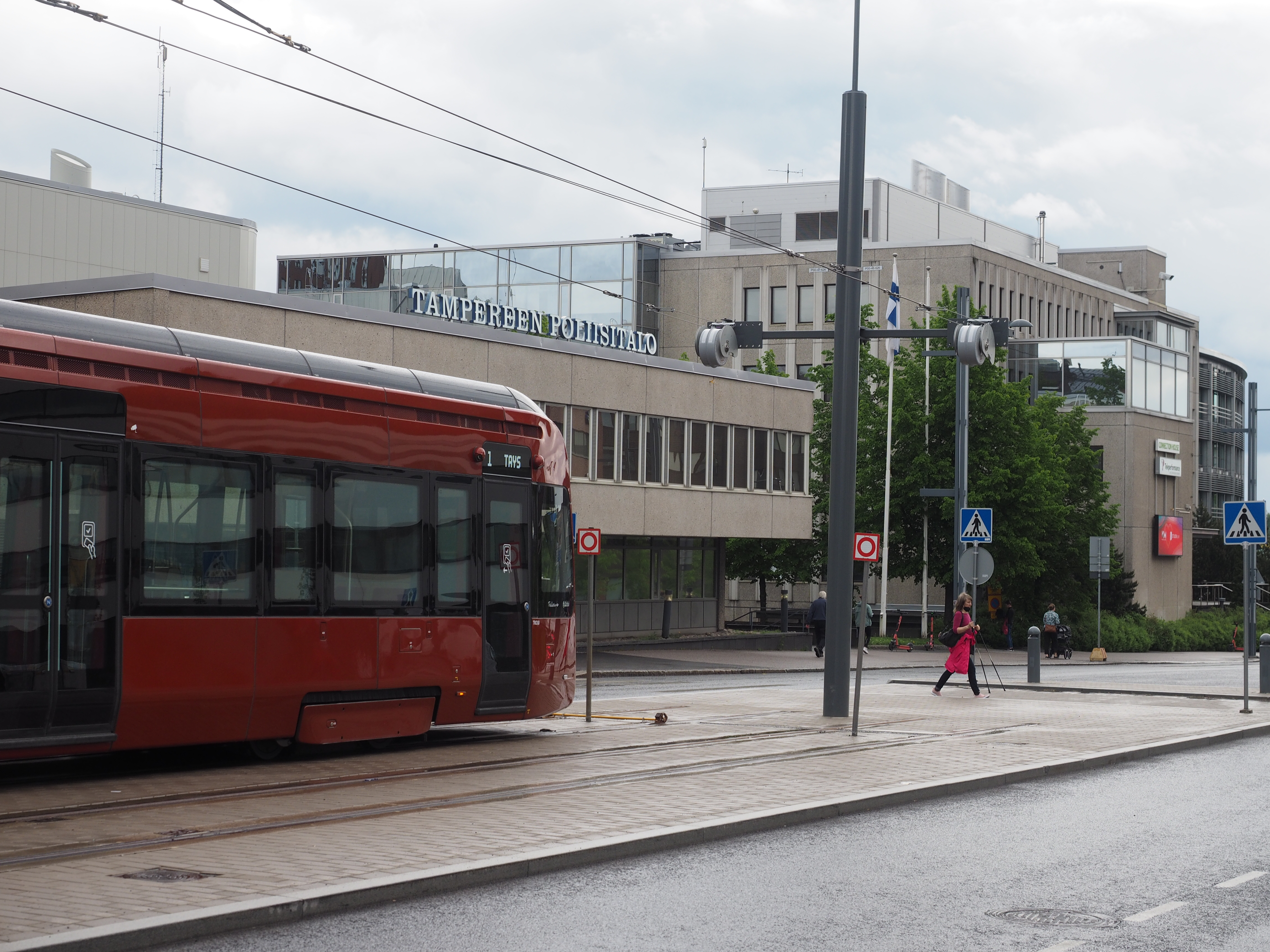
Bâtiment de la police de Tampere.
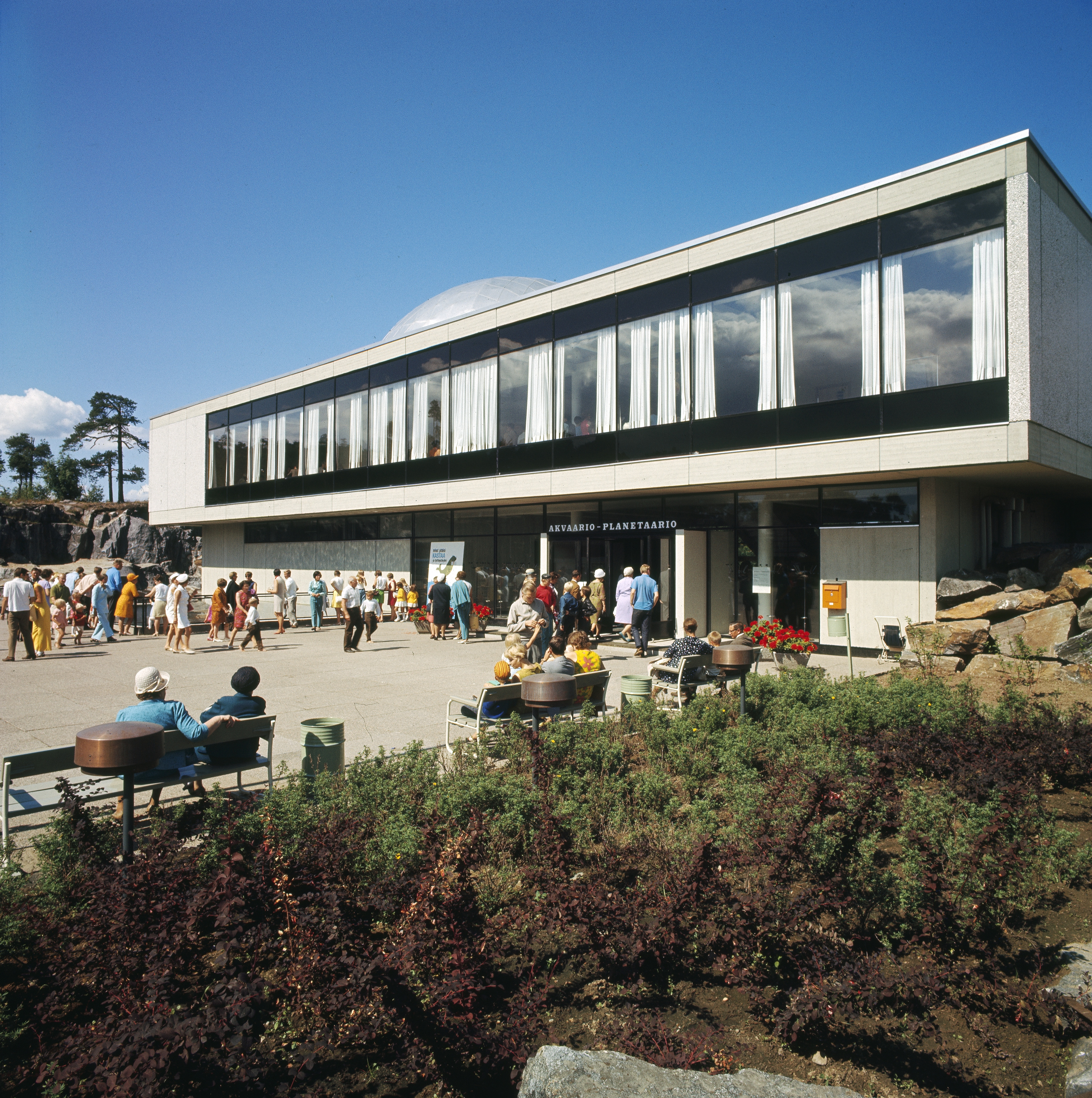
Aquarium  de Särkänniemi.
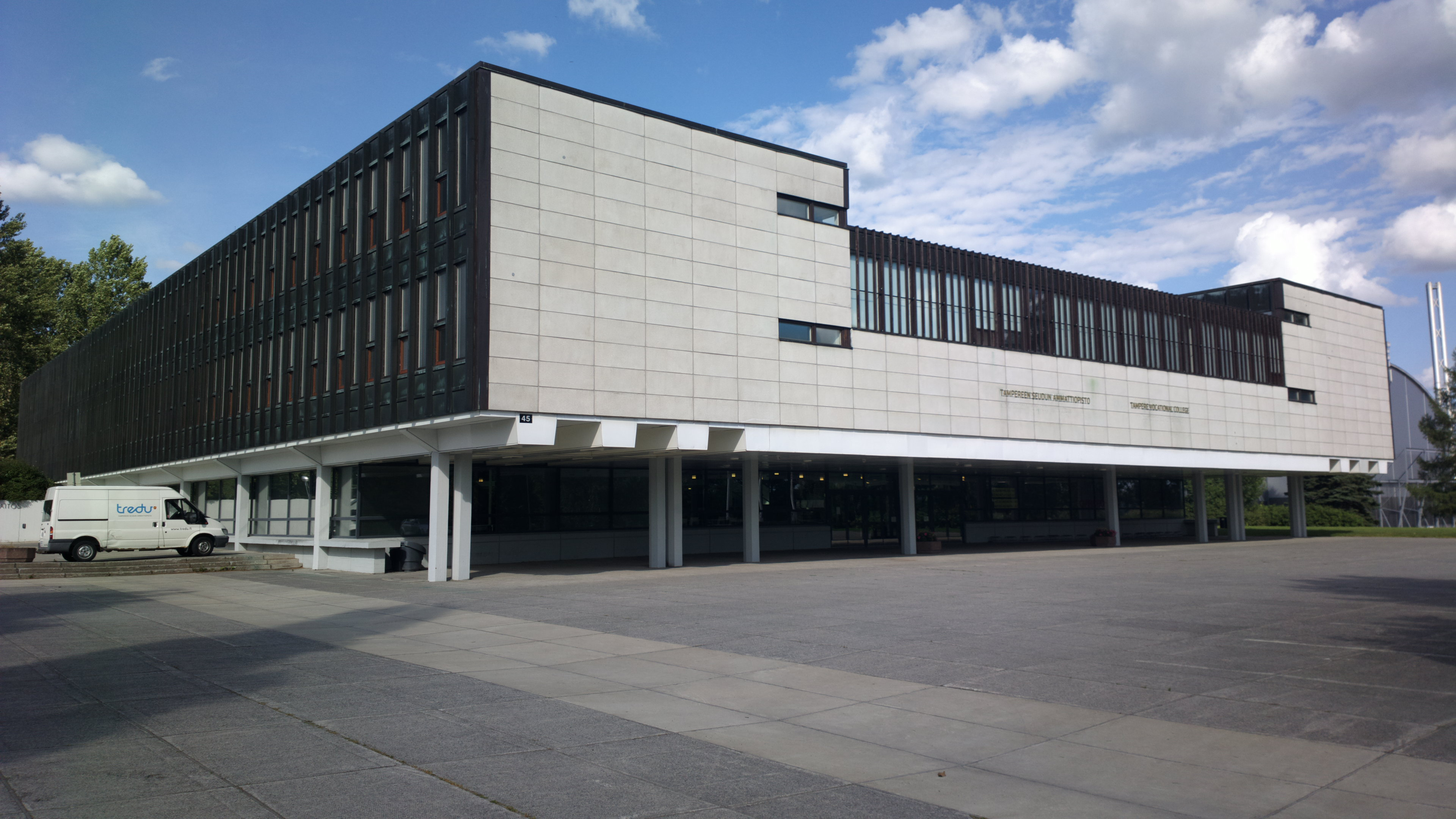
École professionnelle Tredu d'Hervanta.
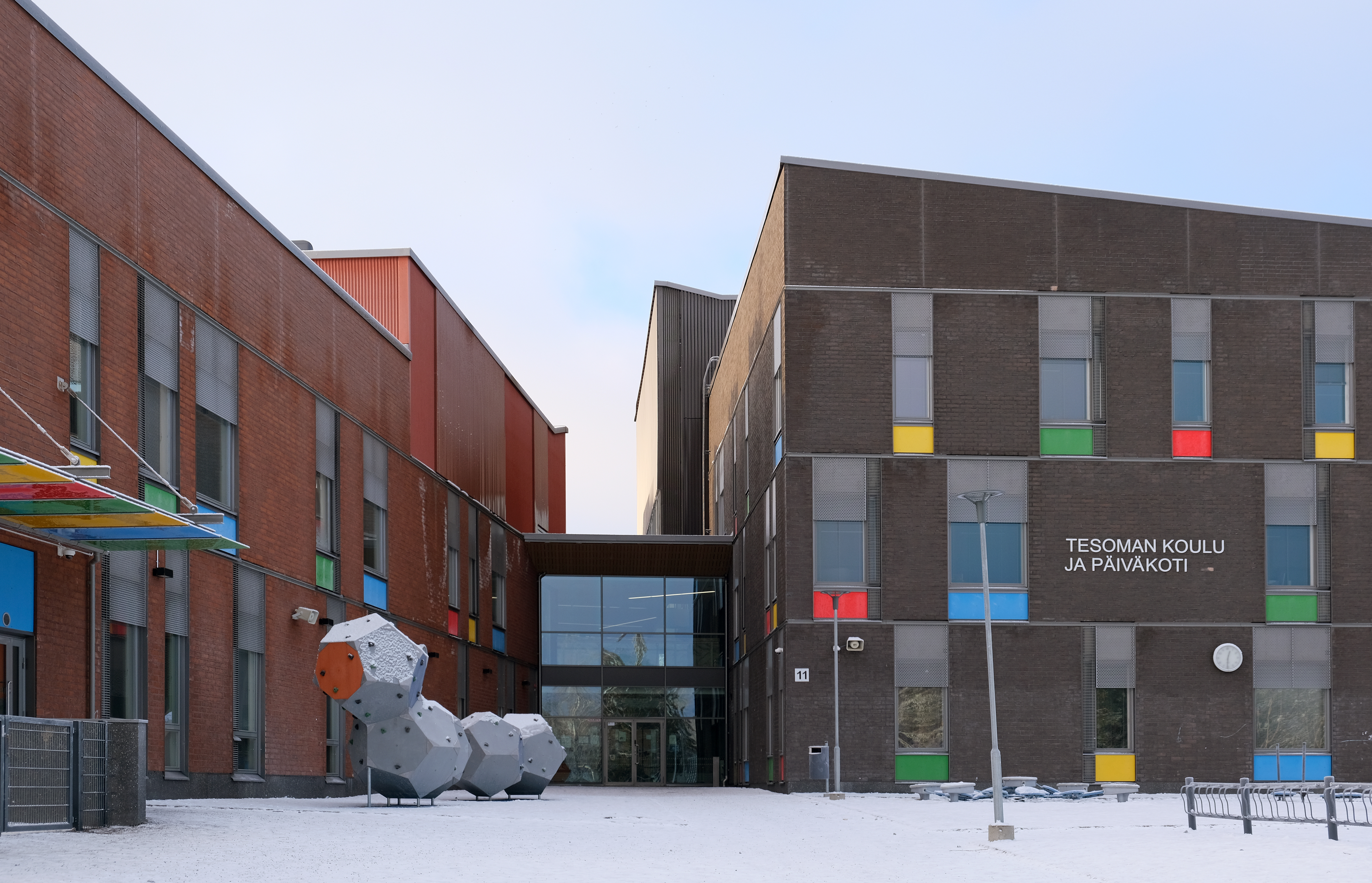
École de Tesoma.

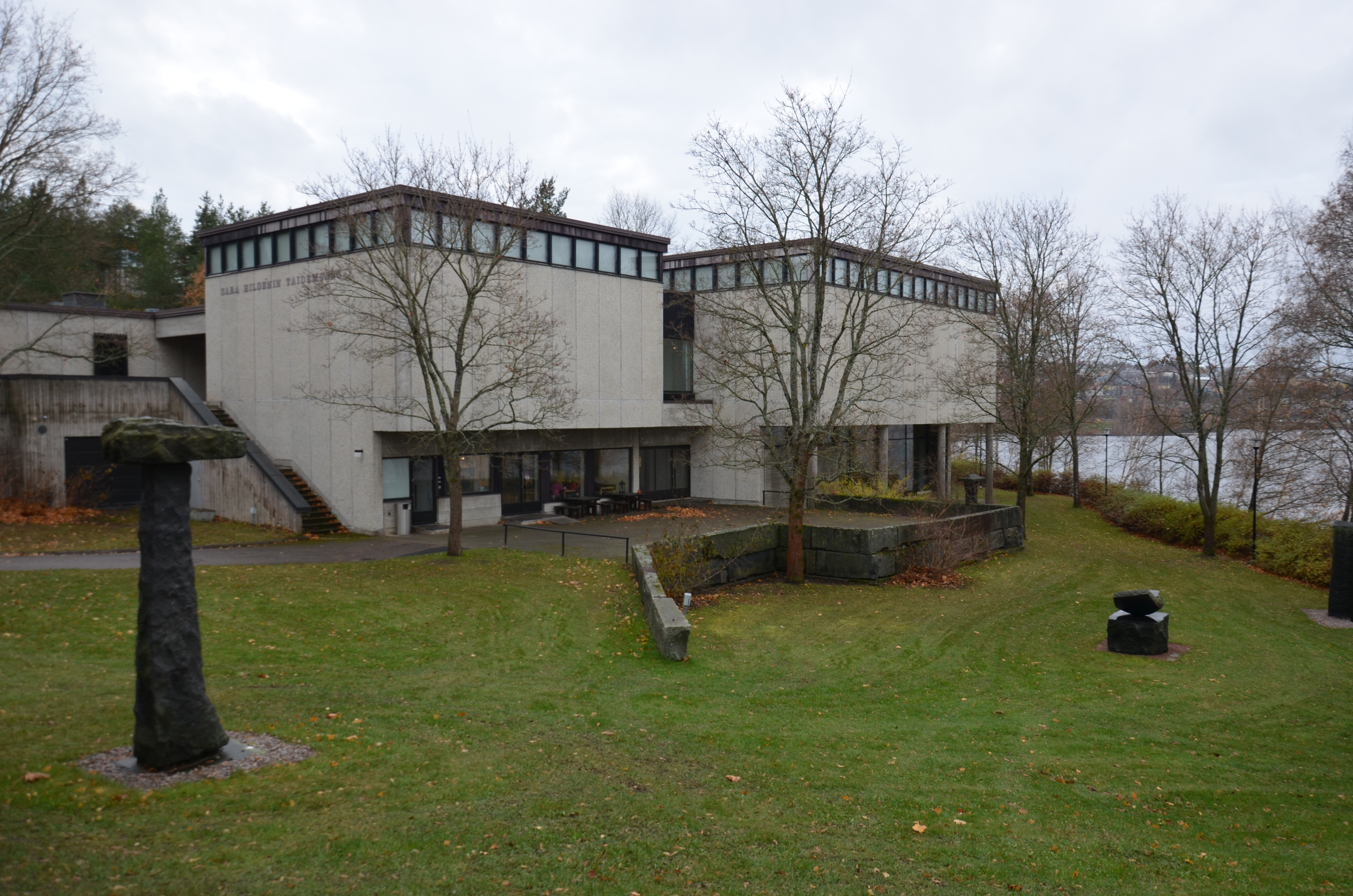
Musée d'art Sara Hildén.
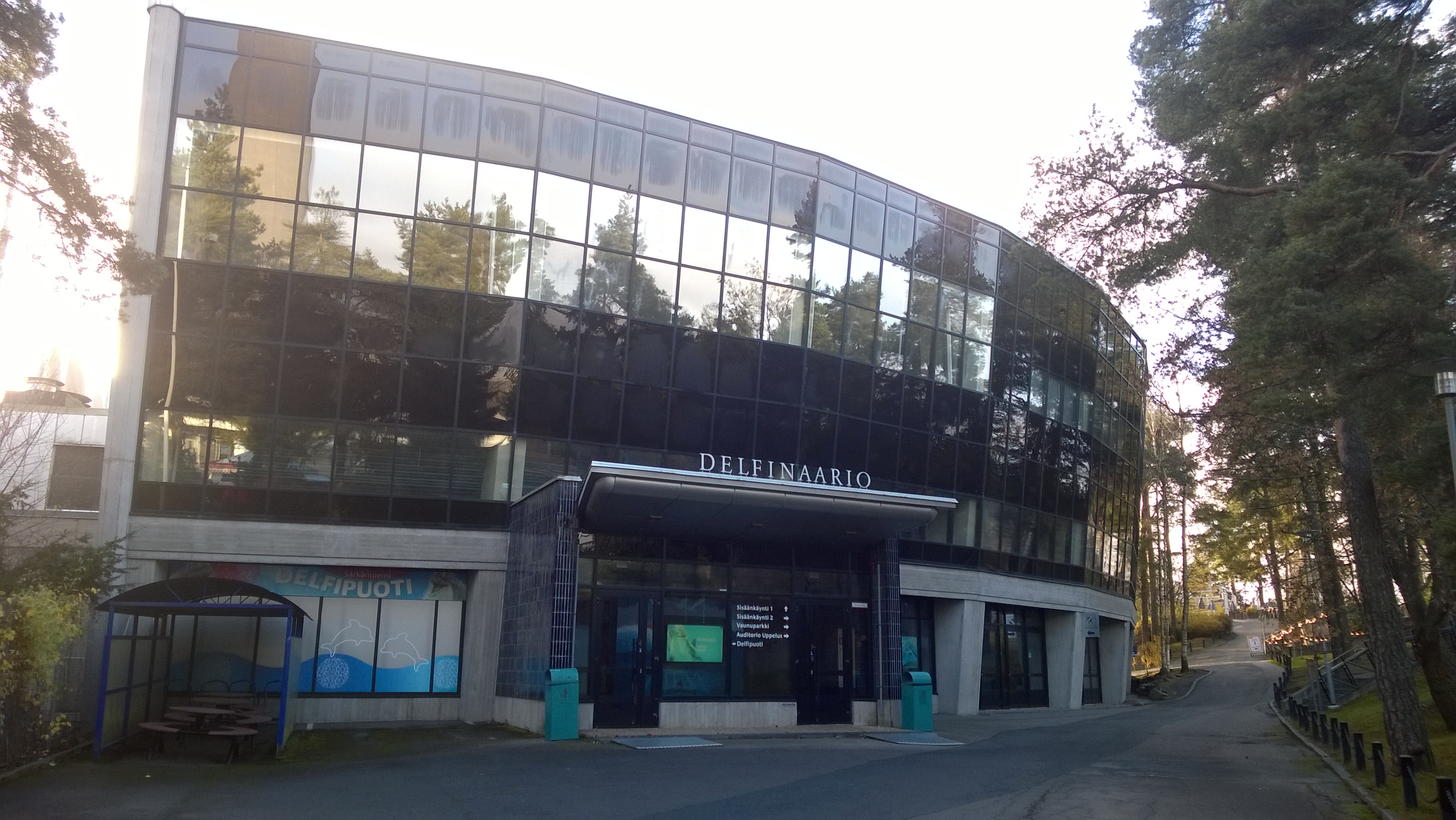
Delphinarium de Särkänniemi
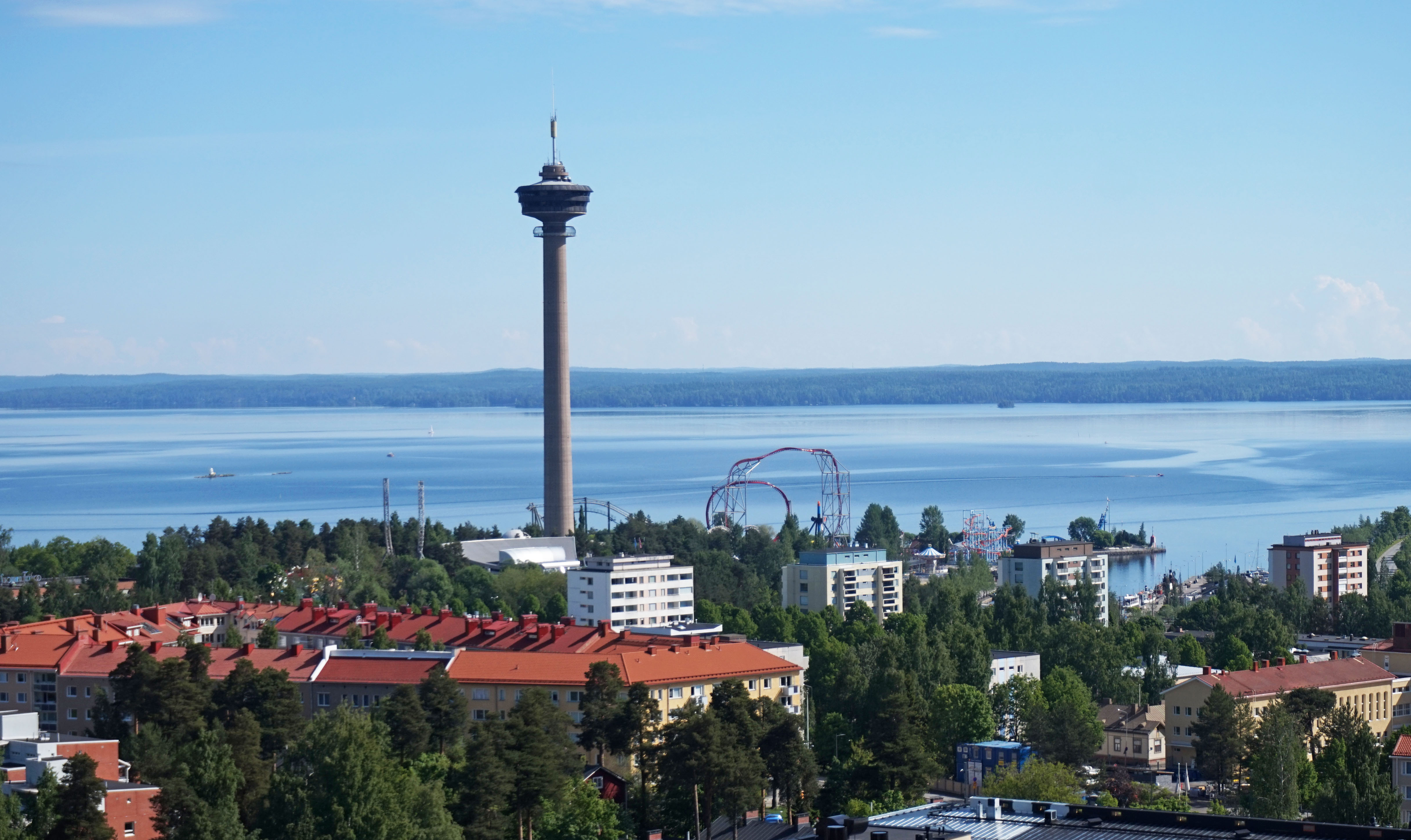
Näsinneula